# Vườn quốc gia Serra dos Órgãos
Serra dos Órgãos ("Dãy Organ", "Range of the Organs") là một dãy núi tại Rio de Janeiro, Brasil. Nơi đây được công nhận là vườn quốc gia vào năm 1939, và là vườn quốc gia thứ ba của Brasil. Mục đích là bảo vệ các khu rừng nguyên sinh trên các sườn núi và các con suối nước ngọt trong khu vực.
Vườn quốc gia có diện tích 110 kilômét vuông (42 dặm vuông Anh) với 10 đỉnh núi cao hơn 2.000 mét (6.600 ft) và 6 đỉnh núi khác cao hơn 1.500 mét (4.900 ft). Điểm thấp nhất trong công viên nằm ở Magé, một khu đô thị tương đối bằng phẳng có độ cao 145 mét (476 ft). Đỉnh cao nhất là Pedra do Sino (Chuông đá, với độ cao 2.263 mét (7.425 ft).
Công viên nằm trong rừng sinh thái Đại Tây Dương, và do lượng mưa lớn có thảm thực vật phong phú, rất nhiều loài sinh vật này là độc đáo. Hơn 2.800 loài thực vật đã được ghi nhận bao gồm 360 hoa lan và hơn 100 cây họ Dứa. Công viên là một trong số ít môi trường sống tự nhiên của loài Schlumbergera thuộc họ Xương rồng.

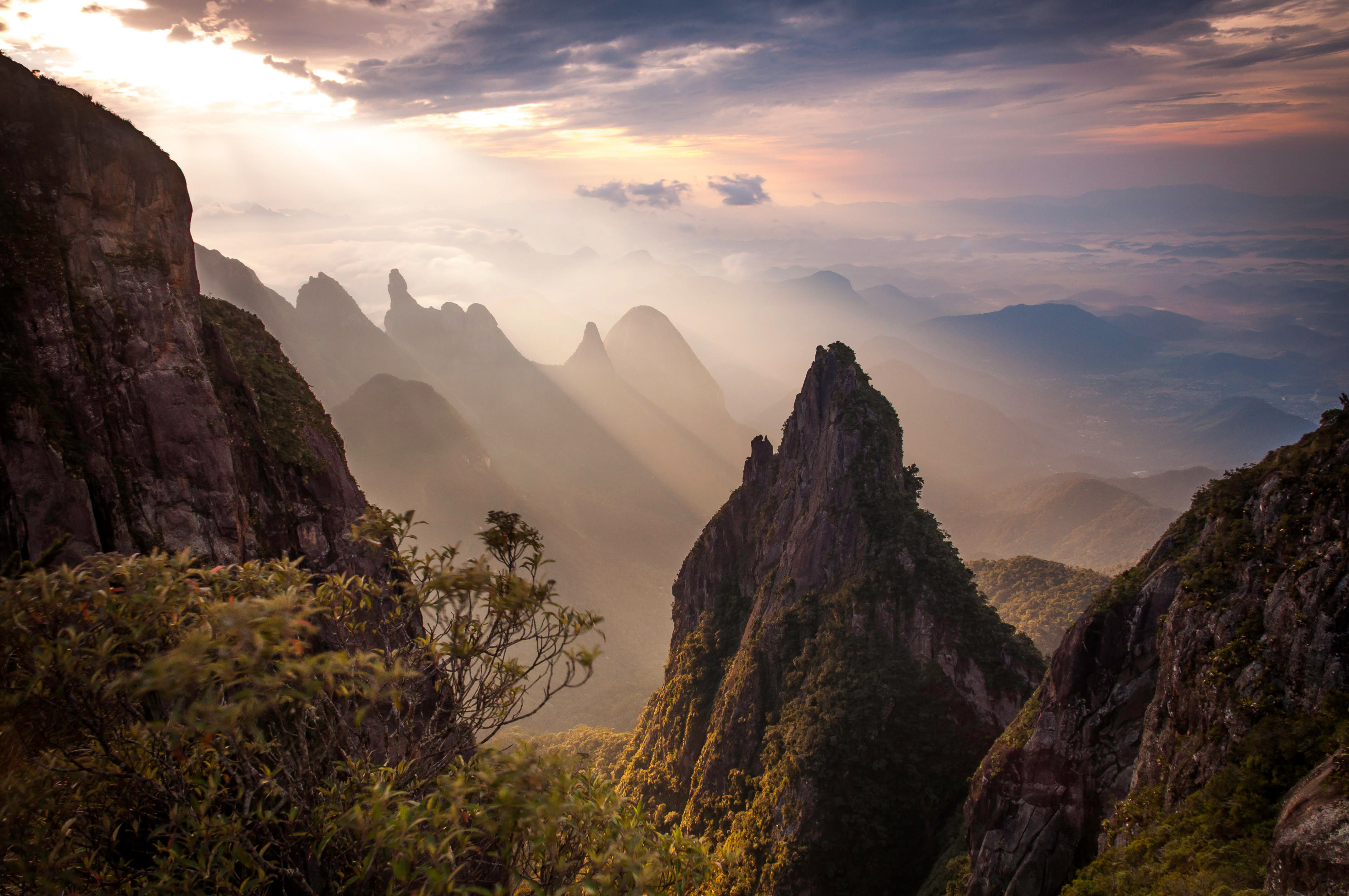
Phía sau là dãy Serra dos Órgãos
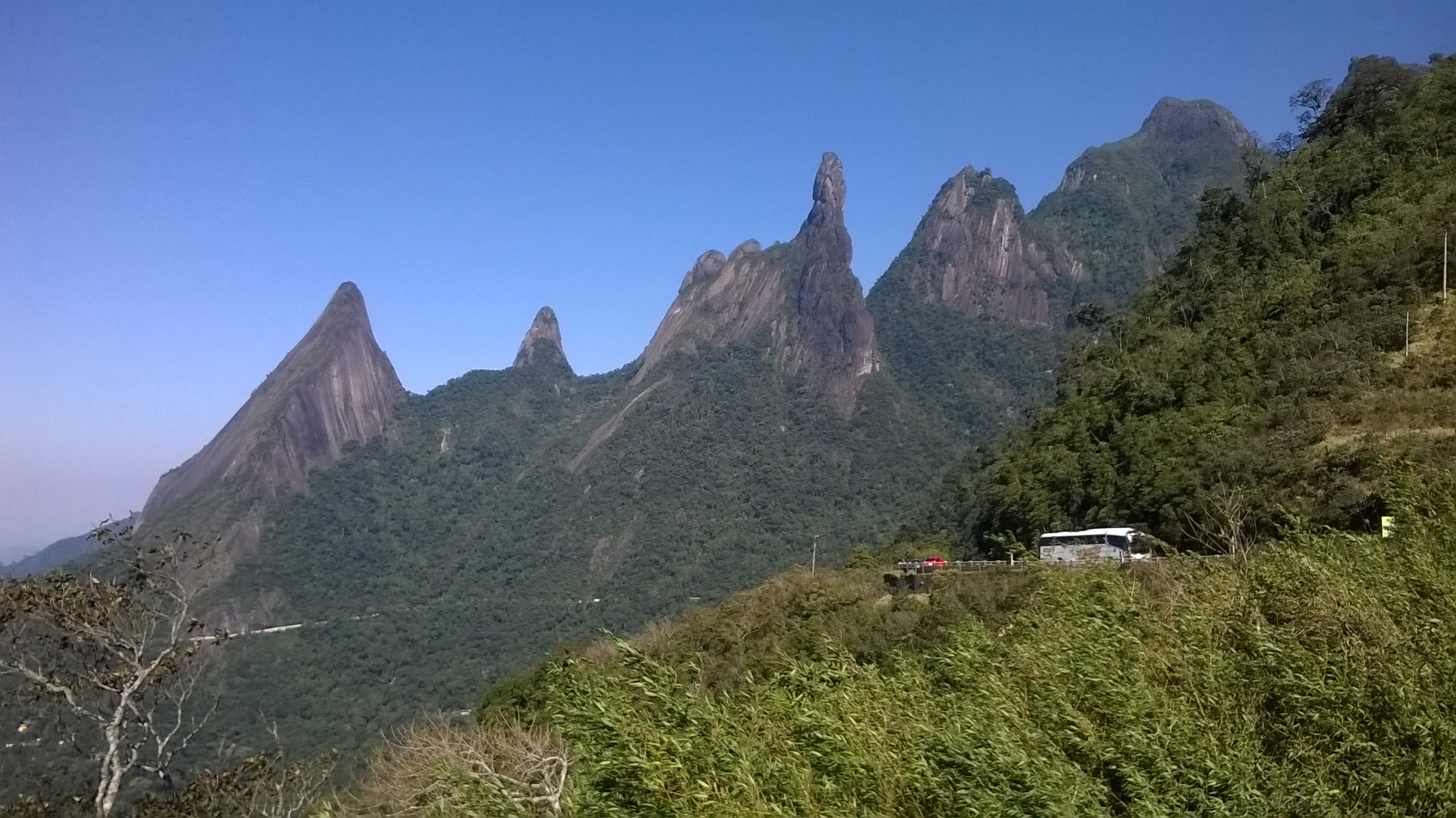
dãy Serra dos Órgãos
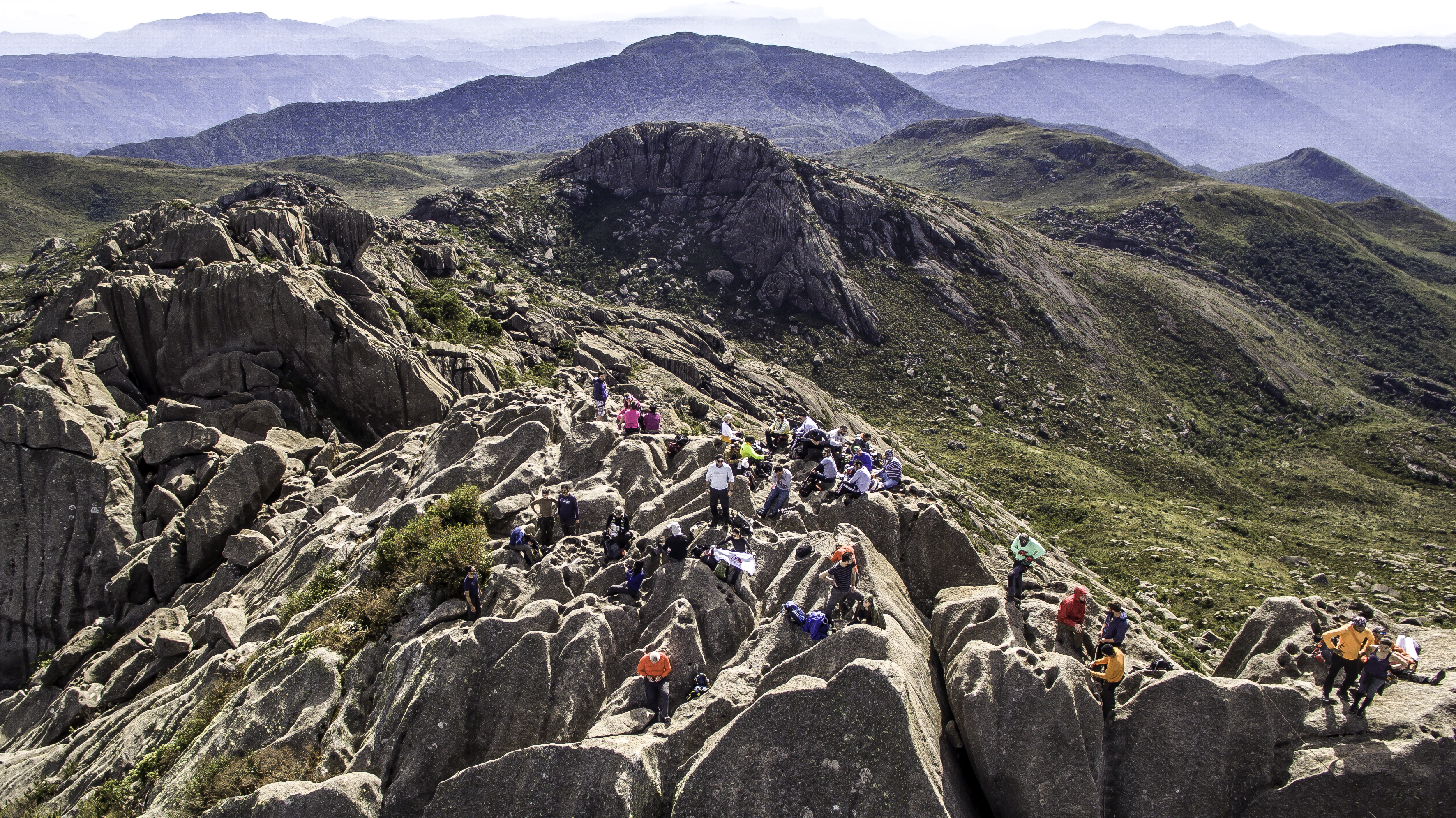
Ở phía trước là đỉnh "Cây kim của quỷ" (Agujas el diablo) đầy những người leo núi. Phía sau là Pedra do Sino (Chuông đá)
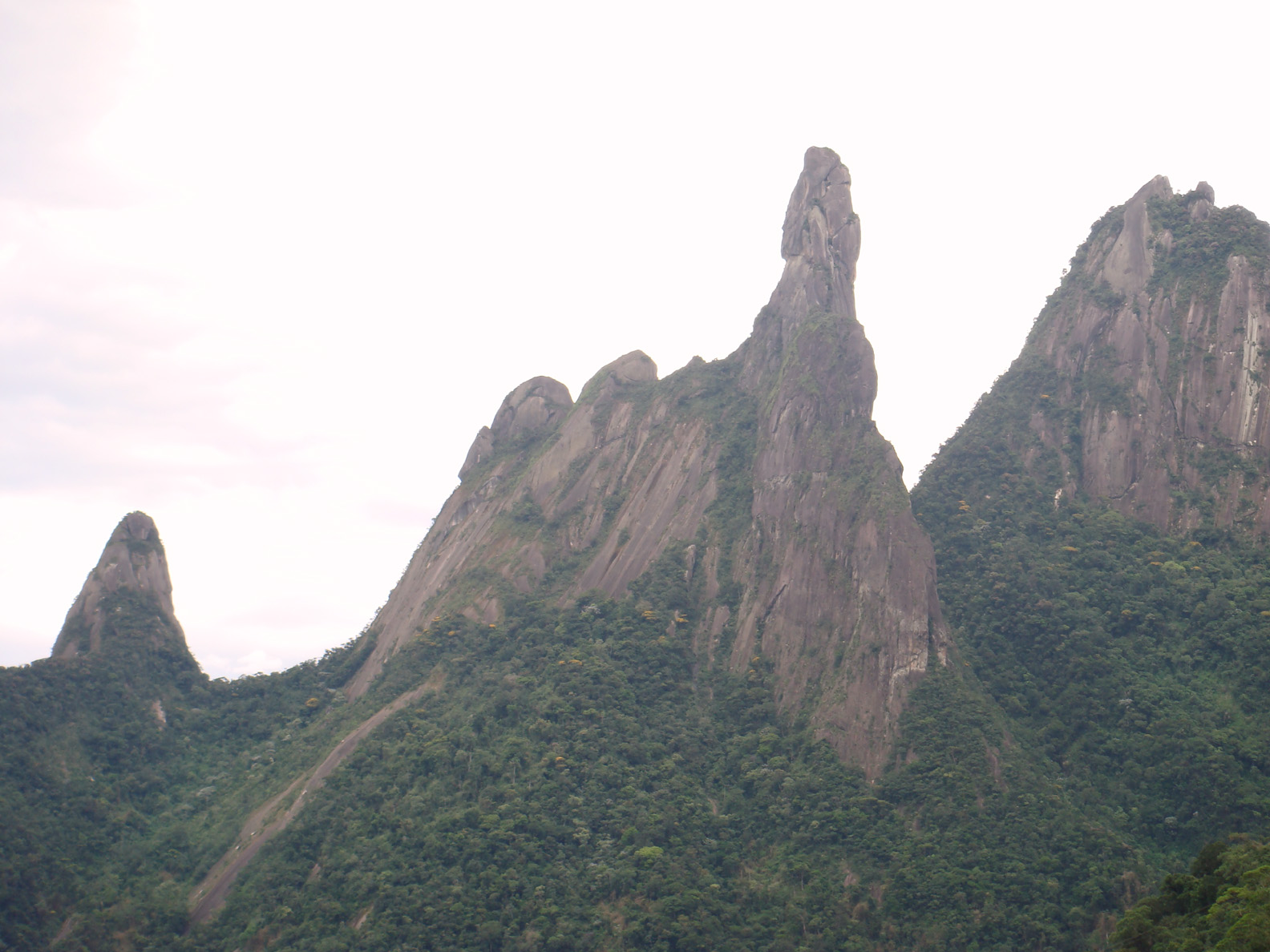
Đỉnh "Ngón tay của Chúa" (Dedo de Deus)
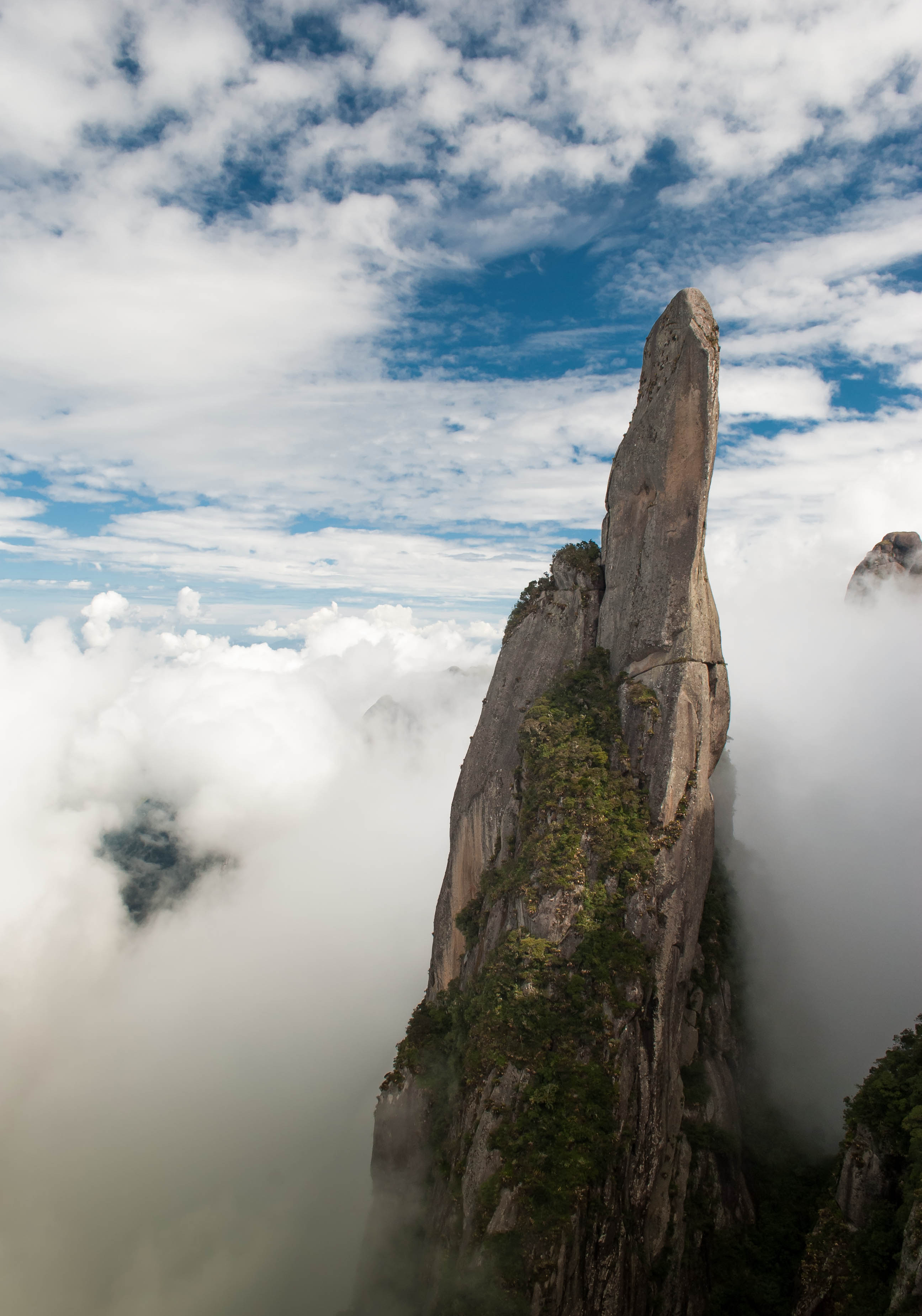
"Cây kim của quỷ" (Agujas el diablo), 2050 m
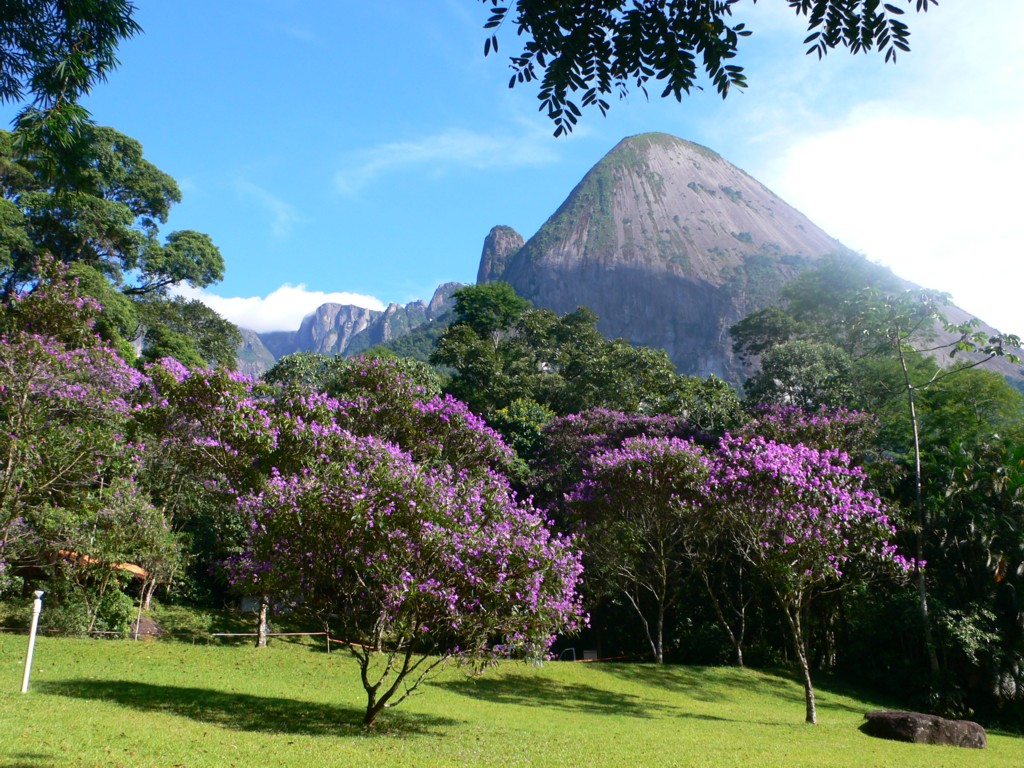
Nhìn ra công viên ở Teresopolis và một phần của dãy núi Serra do Mar
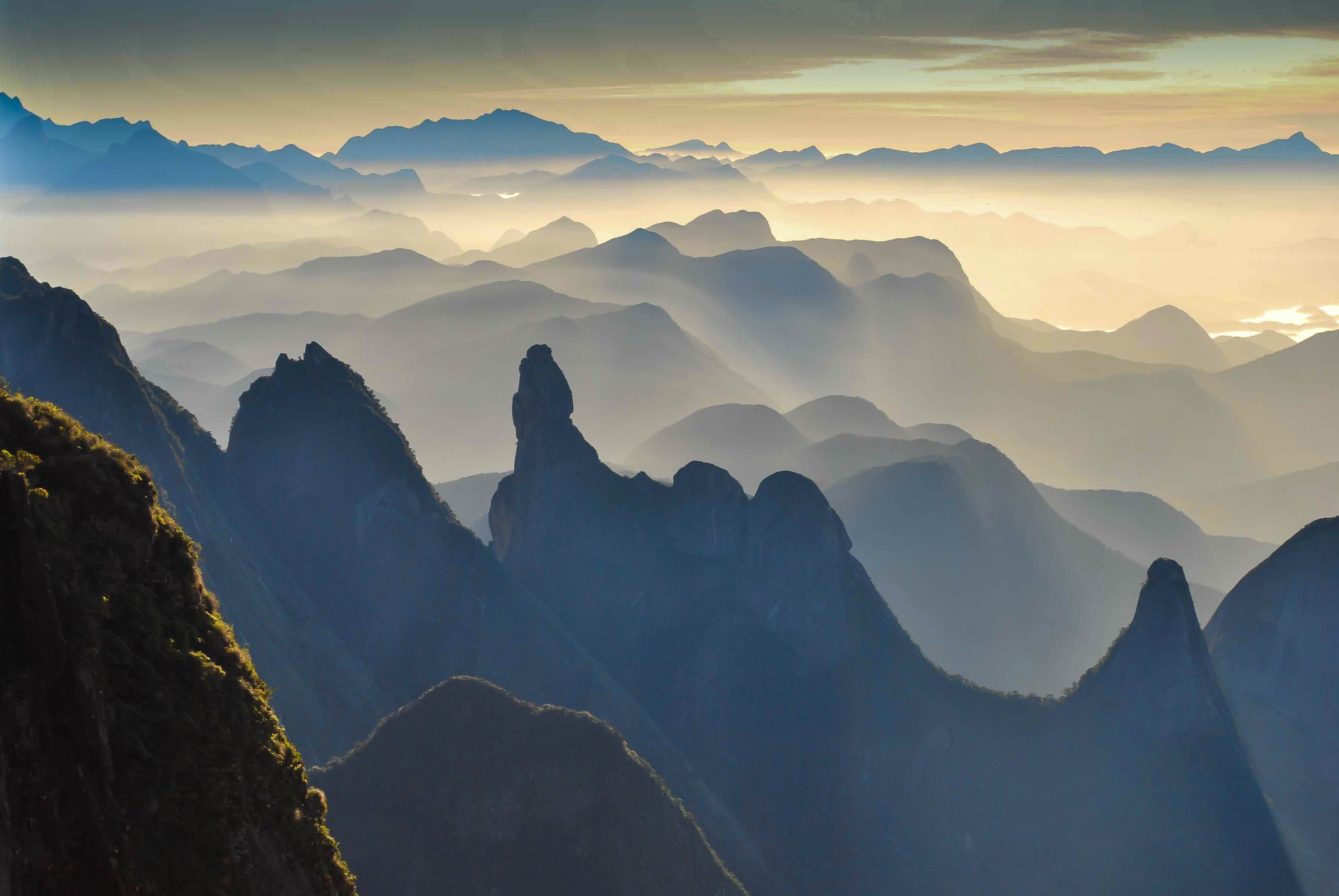
Bình minh
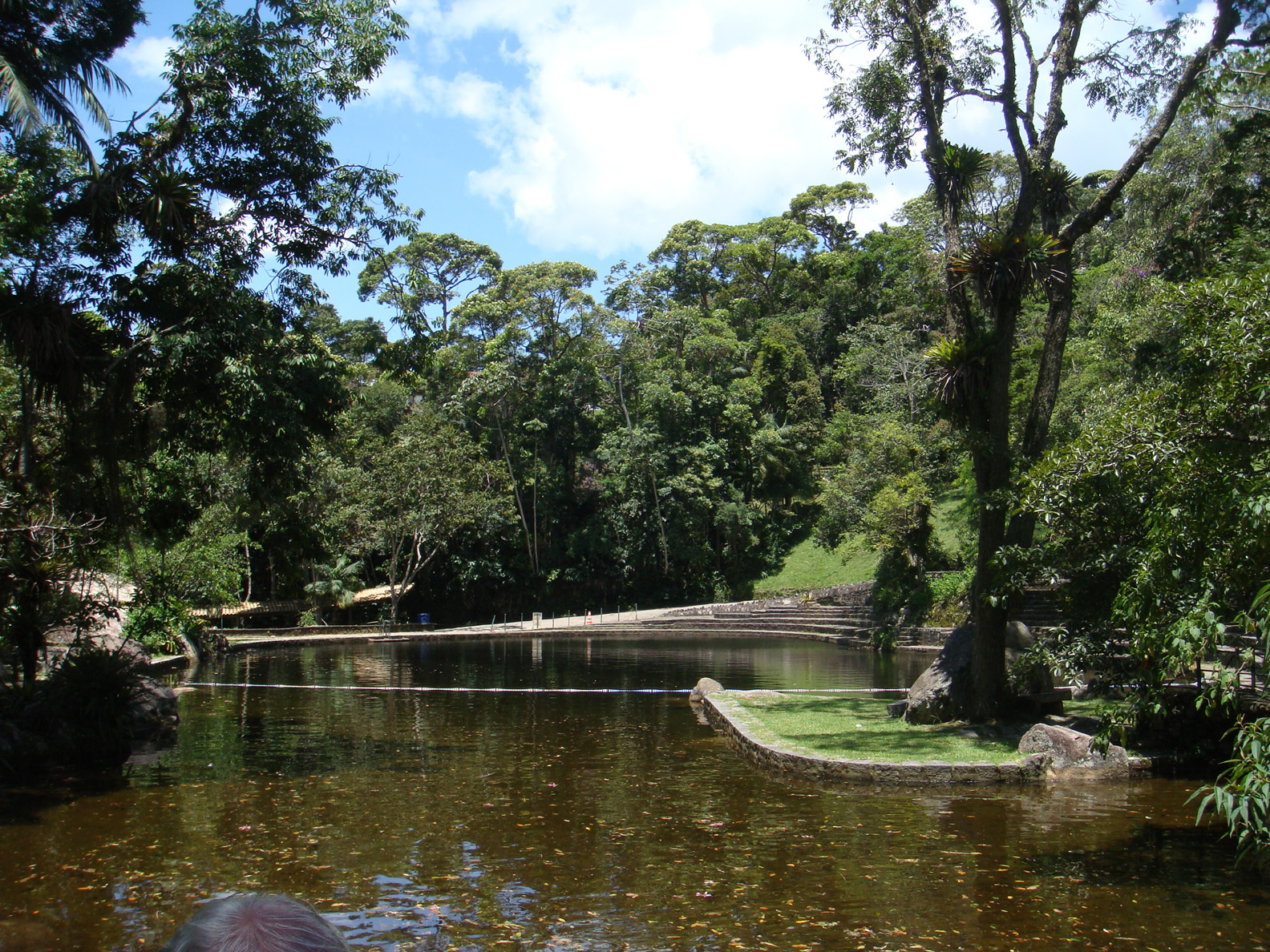
Bể bơi với nước khoáng
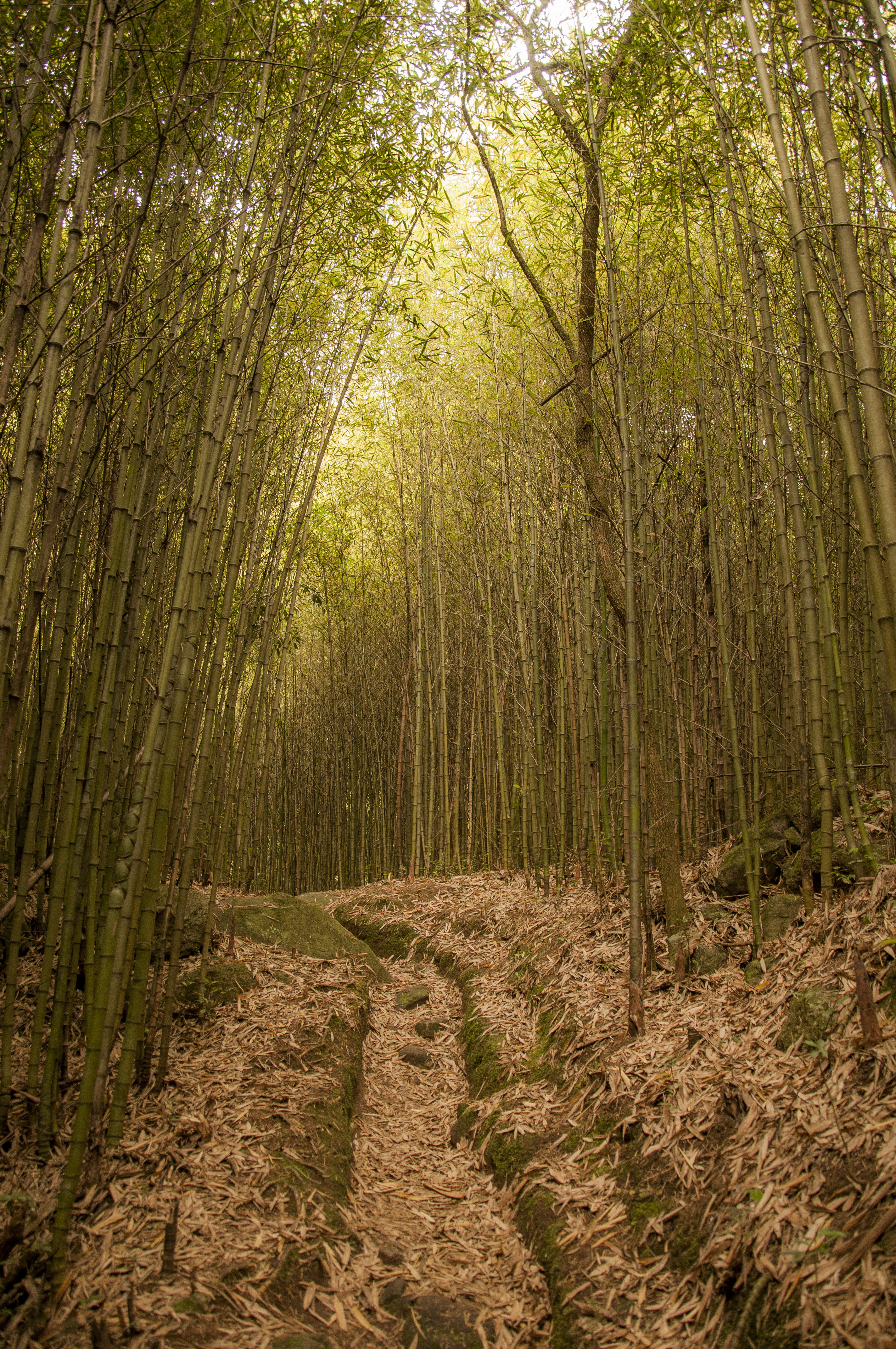
Đường mòn tại công viên, Petrópolis
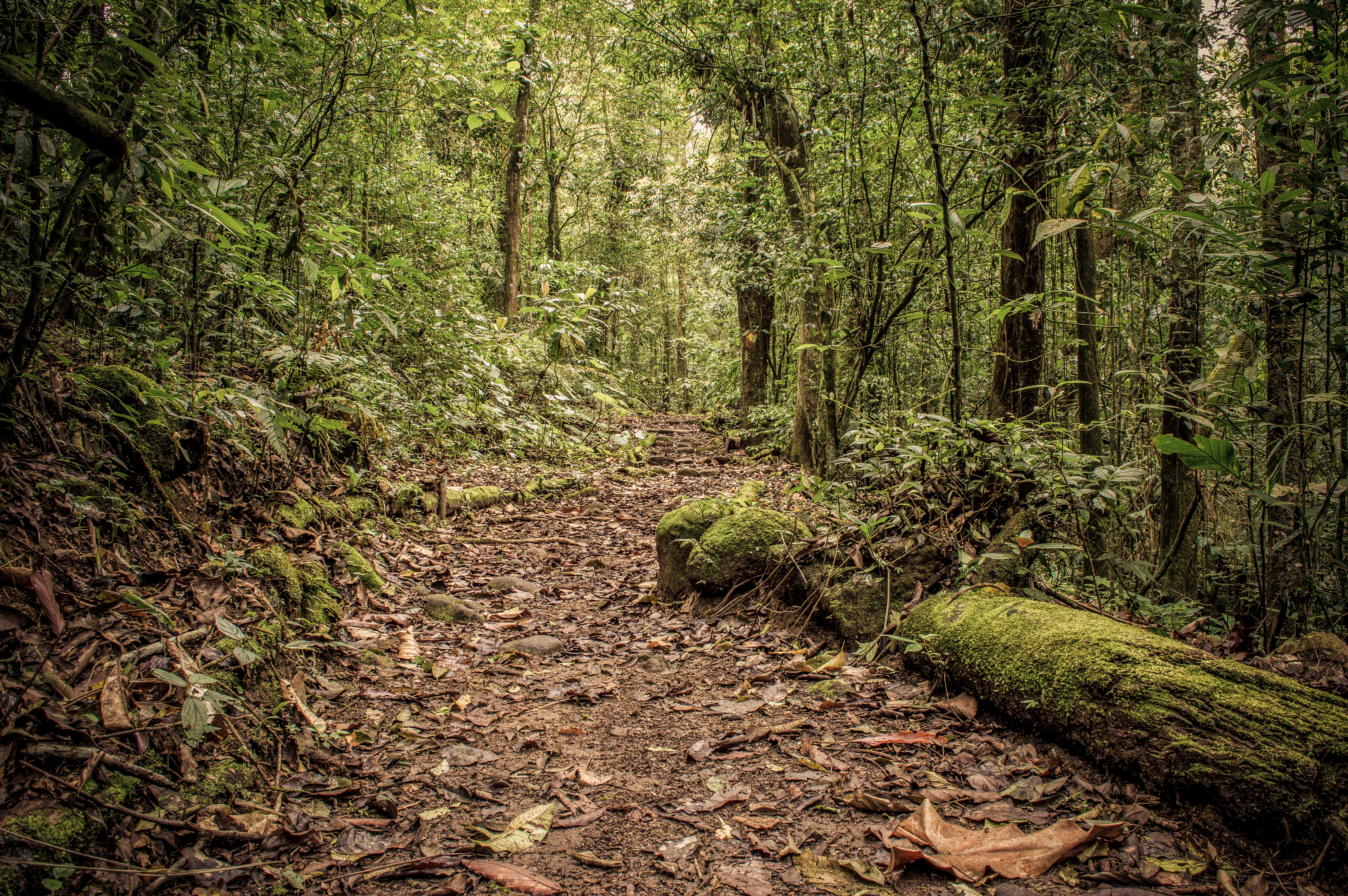
Đường mòn rừng trong Guapimirim
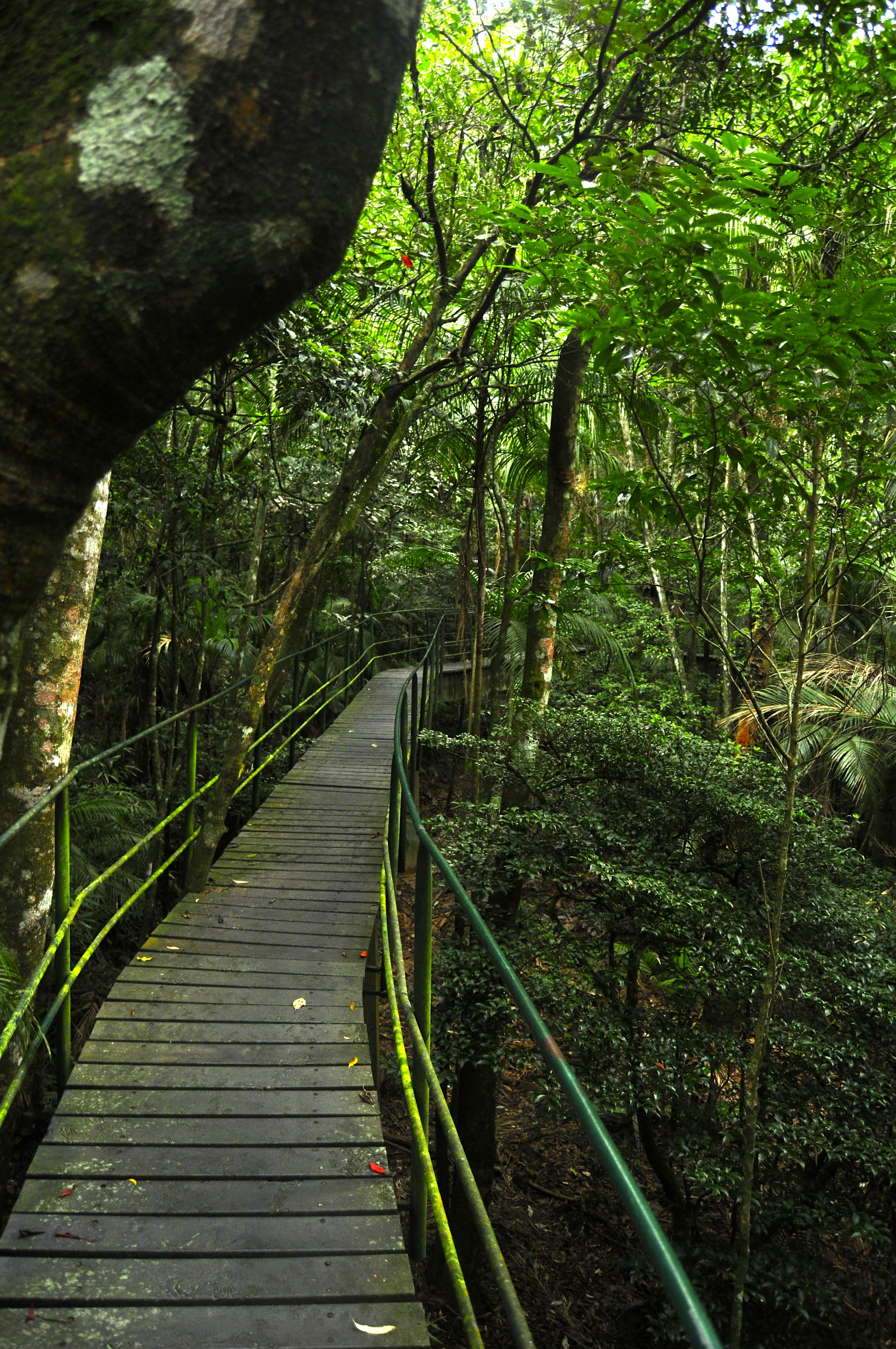
Cầu treo vào rừng
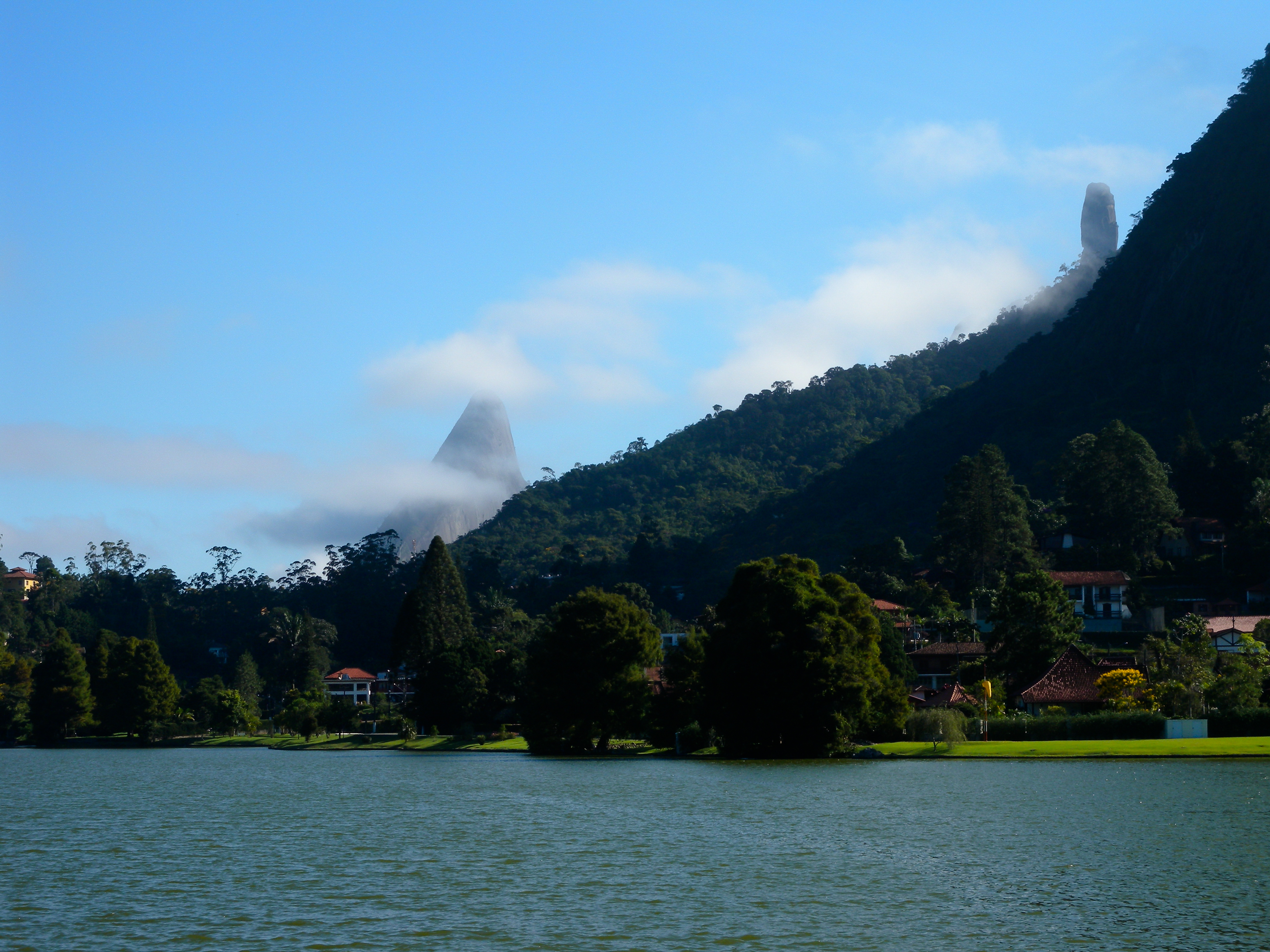
Hồ Comary ở Teresópolis, với đỉnh Escalavrado và "Ngón tay của Chúa" (ở bên phải) nằm dưới nền
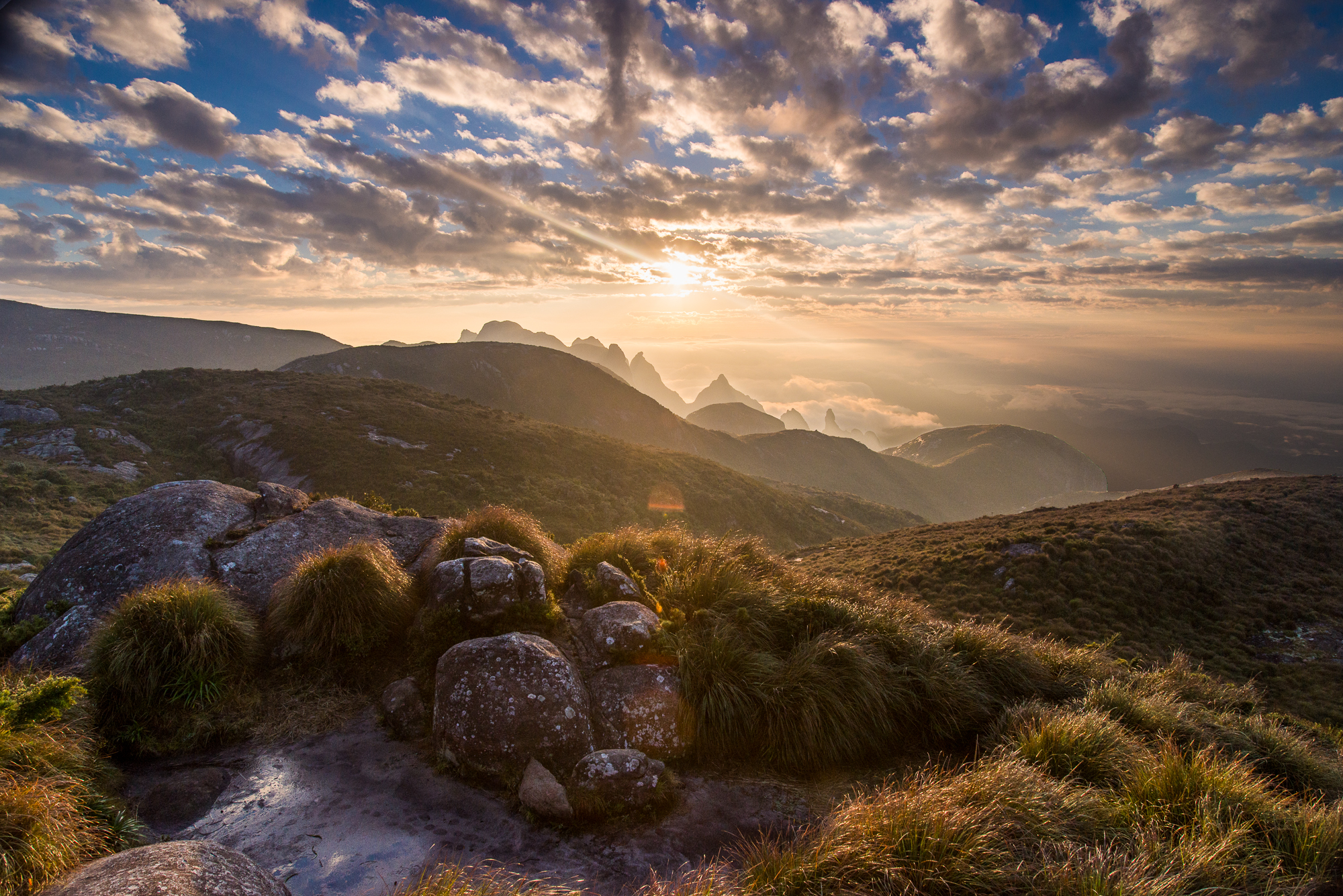